# The Complete Vinyl Edition
The Complete Vinyl Edition è la prima raccolta del rapper italiano Salmo, pubblicata il 30 novembre 2018 dalla Sony Music.

## Descrizione
Si tratta di un cofanetto atto a racchiudere tutti gli album in studio da Death USB del 2012 fino a Playlist del 2018.

## Tracce
Testi di Maurizio Pisciottu, tranne dove indicato.
LP 1 – Death USB
LP 2-3 – Midnite
LP 4 – Hellvisback
LP 5 – Playlist